# Kuharstvo
Kuharica ili kuhar je naziv za osobu koja se bavi kuhanjem. Jedan je od najstarijih obrta u svijetu. Kuharstvo je spoj umjetnosti, znanosti, tehnologije i znanja.
Zanimanje se uglavnom obavlja u kuhinji samostalnih ugostiteljskih objekata (hotela, restorana, pizzeria, snack barova, kafića) odnosno drugih većih objekata koji radi praktičnosti posjeduju kuhinju (bolnice, škole, veće tvrtke, studentski i đački domovi) ili u nekim domaćinstvima gdje je to ili uobičajeno (rezidencije veleposlanstva) ili povremeno ili trajno praktično (kućanstva).

## Kuharstvo - definicija kuhara
Prije svega treba definirati koje sve karakteristike kuhar treba imati:
- Kuharstvo je umijeće pripremanja živežnih namirnica i njihova gotovljenja u jela.
- Pravilan izbor namirnica za ljudsku prehranu.
- Usluga hrane smatra se materijalnom uslugom.
- Proizvodnja jela mora biti: korisna i opravdana, unosna i svrshodna.
- Suvremena znanost o prehrani zahtijeva da se različito tretiraju zdravi ljudi, dijetalci, športaši, makrobiotičari i drugi.
- Kuhar treba poznavati običaje jednog naroda, njegovu vjeru, podneblje, povijest, kulturu i regionalne kuhinje
- Kuharstvo se ne ostvaruje samo u ugostiteljskim objektima nego i na drugim mjestima: bolnicama, lječilištima, ustanovama, poduzećima, klubovima, društvima, domovima, itd

## Opis
Kuhar kuha i priprema sve vrste toplih i hladnih jela, kolača i sastavlja jelovnike. Obrazovanje stječe srednjoškolskim obrazovanjem u trajanu od tri godine,  po završetku osnovne škole. Za upis za zvanje kuhar potrebno je proći liječnićki pregled specijaliste medicine rada o nepostojanju zdravstvenih kontraindikacja za zanimanje kuhar.